# Quần tất
Quần tất (Stocking) là loại quần bó sát, có tính đàn hồi, bao phủ chân từ bàn chân lên đến đầu gối, một số loại bao phủ một phần hoặc toàn bộ đùi. Quần tất đa dạng về màu sắc, thiết kế và độ trong suốt. Ngày nay, quần tất chủ yếu được mặc vì yếu tố thời trang và thẩm mỹ, thường được kết hợp với váy ngắn.